# Buprestidae
Los bupréstidos (Buprestidae), conocidos comúnmente como escarabajos joyas, escarabajos xilófagos metálicos o escarabajos barrenadores metálicos, son una familia de coleópteros polífagos compuesta por unas 13 000 especies, fitófagas tanto en estado adulto como larvario y que, en algunos casos, pueden ser plagas para la agricultura. Muchas especies están brillantemente coloreadas siendo verdaderas joyas para los coleccionistas, a lo que alude su nombre inglés (jewel beetles).
La subfamilia Schizopodinae es actualmente considerada como una familia independiente (Schizopodidae).

## Características
Los ojos son grandes y enteros; carecen de ocelos; las antenas son aserradas, de once artejos; la base del pronoto no presenta ángulos prolongados y se encaja perfectamente con los élitros; la apófisis del prosterno está más o menos encajada en una cavidad del mesosterno, mecanismo destinado a la fijación del protórax; los élitros cubren todo el abdomen y las alas; los tarsos son pentámeros, es decir, tienen cinco artejos en todas las patas; el abdomen tiene los primeros segmentos visibles fusionados.
Las larvas carecen de patas, de cercos y de labro libre.

## Biología y ecología
Los bupréstidos son ágiles, buenos voladores y eminentemente diurnos, volando a pleno sol (heliófilos) y cuando la temperatura es alta (termófilos), siendo activos en la horas centrales del día. Son todos fitófagos, alimentándose sobre todo de corteza tierna, hojas o polen en las flores. En caso de peligro repliegan antenas y patas y se dejan caer al suelo donde permanecen inmóviles y pasan inadvertidos.
Las hembras depositan los huevos en las grietas de la cortezas, los tallos de plantas bajas, en el cuello de las raíces o sobre las hojas; algunas especies (Judolinae) hacen la puesta en el suelo. En la mayoría de ocasiones eligen árboles o vegetación muerta, enferma o debilitada por el ataque de otros insectos, incendios, etc., con lo que contribuyen al saneamiento de los bosques. No obstante, algunas especies atacan plantas sanas y constituyen plagas.
El modo de vida de las larvas es variado. Las larvas de Judolinae son endogeas o edáficas, es decir, viven en el interior del suelo, desplazándose activamente y alimentándose de raíces. Muchas larvas de bupréstidos son xilófagas, o sea, excavan galerías en el interior de la madera (ya sean troncos, ramas o raíces), de la que se alimentan; tal es el caso de muchos Buprestinae, Acmaeoderini, Chrysobothrini o Agrilini. Otras larvas perforan y devoran la médula de plantas herbáceas anuales, sin leño; son ejemplo de esta categoría los Coraebini y Aphanisticini. Finalmente, algunas especies, como las de la tribu Trachydini son minadoras de hojas.

## Taxonomía
Subfamilia Agrilinae
- Agrilus Curtis, 1825
- Anodontodora Obenberger, 1931
- Asymades Kerremans, 1893
- Brachys Dejean, 1833
- Chalcophlocteis Obenberger, 1924
- Discoderoides Théry, 1936
- Entomogaster Saunders, 1871
- Ethiopoeus Bellamy, 2008
- Madecorformica Bellamy, 2008
- Meliboeus Deyrolle, 1864
- Pachyschelus Solier, 1833
- Paracylindromorphus Thery, 1930
- Paradorella Obenberger, 1923
- Pseudokerremansia Bellamy & Holm, 1985
- Strandietta Obenberger, 1931

Subfamilia Buprestinae
- Agaeocera
- Agrilaxia
- Agrilozodes Thery, 1927
- Anthaxia Eschscholtz, 1829
- Bubastoides
- Buprestis
- Calodema
- Castiarina
- Chrysobothris
- Colobogaster
- Conognatha
- Eurythyrea
- Hiperantha
- Metaxymorpha
- Stigmodera
- Temognatha

Subfamilia Chrysochroinae
- Capnodis
- Chalcophora
- Chrysochroa
- Chrysodema Laporte & Gory, 1835
- Euchroma
- Halecia
- Lampetis Dejean, 1833
- Lampropepla
- Perotis
- Psiloptera

Subfamilia Galbellinae
- Galbella

Subfamilia Julodinae
- Aaata
- Amblysterna
- Julodella
- Julodis
- Neojulodis
- Sternocera

Subfamilia Polycestinae
- Acmaeodera

## Galería

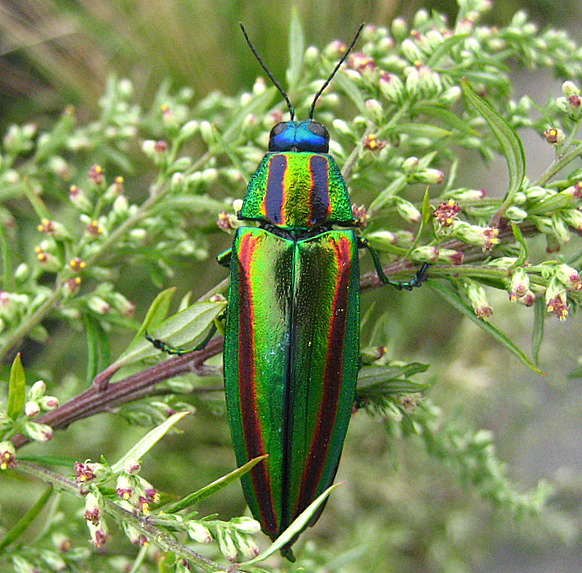
Chrysochroa fulgidissima, Japón
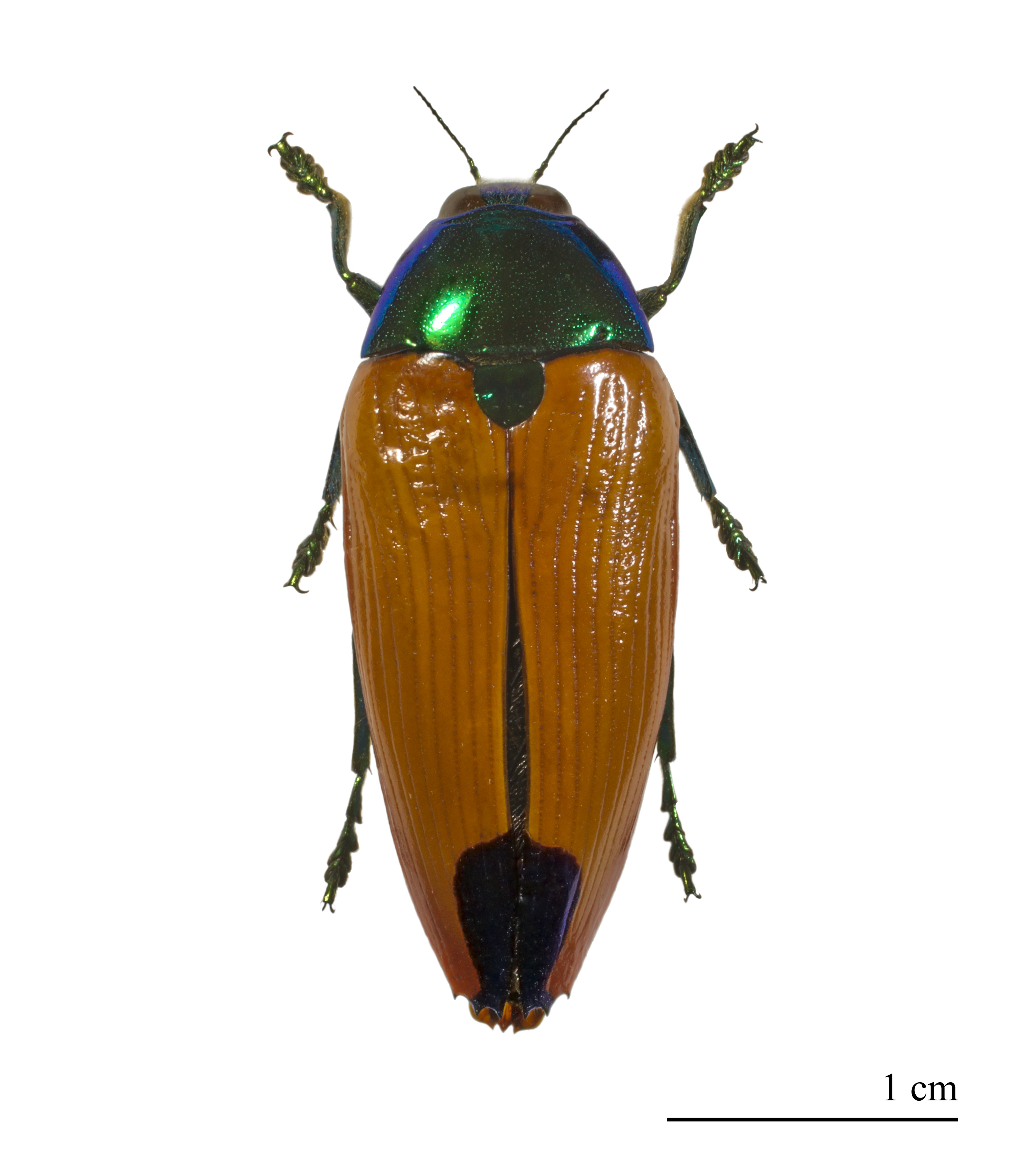
Metaxymorpha gloriosa, Australia
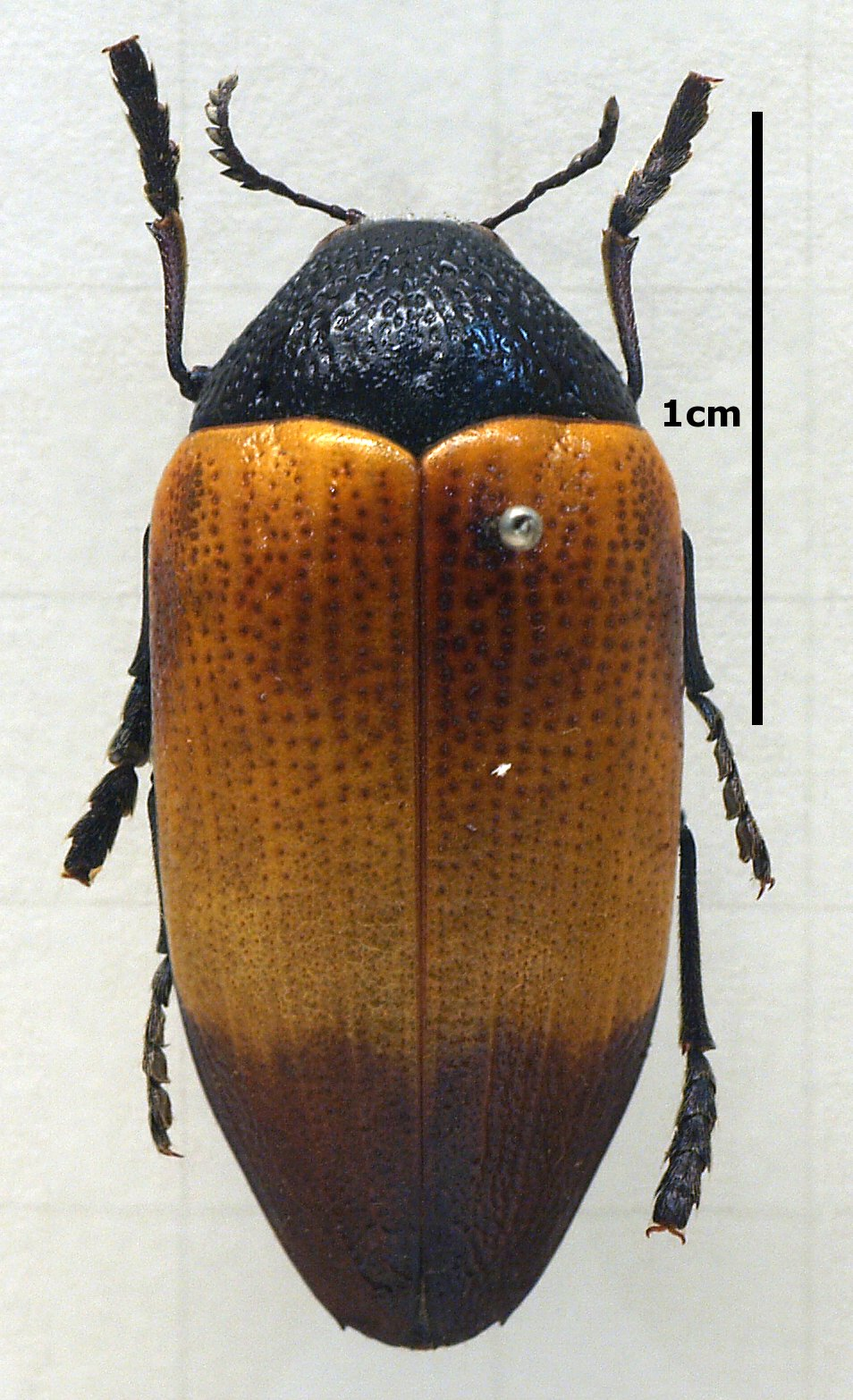
Sternocera hunteri, E África
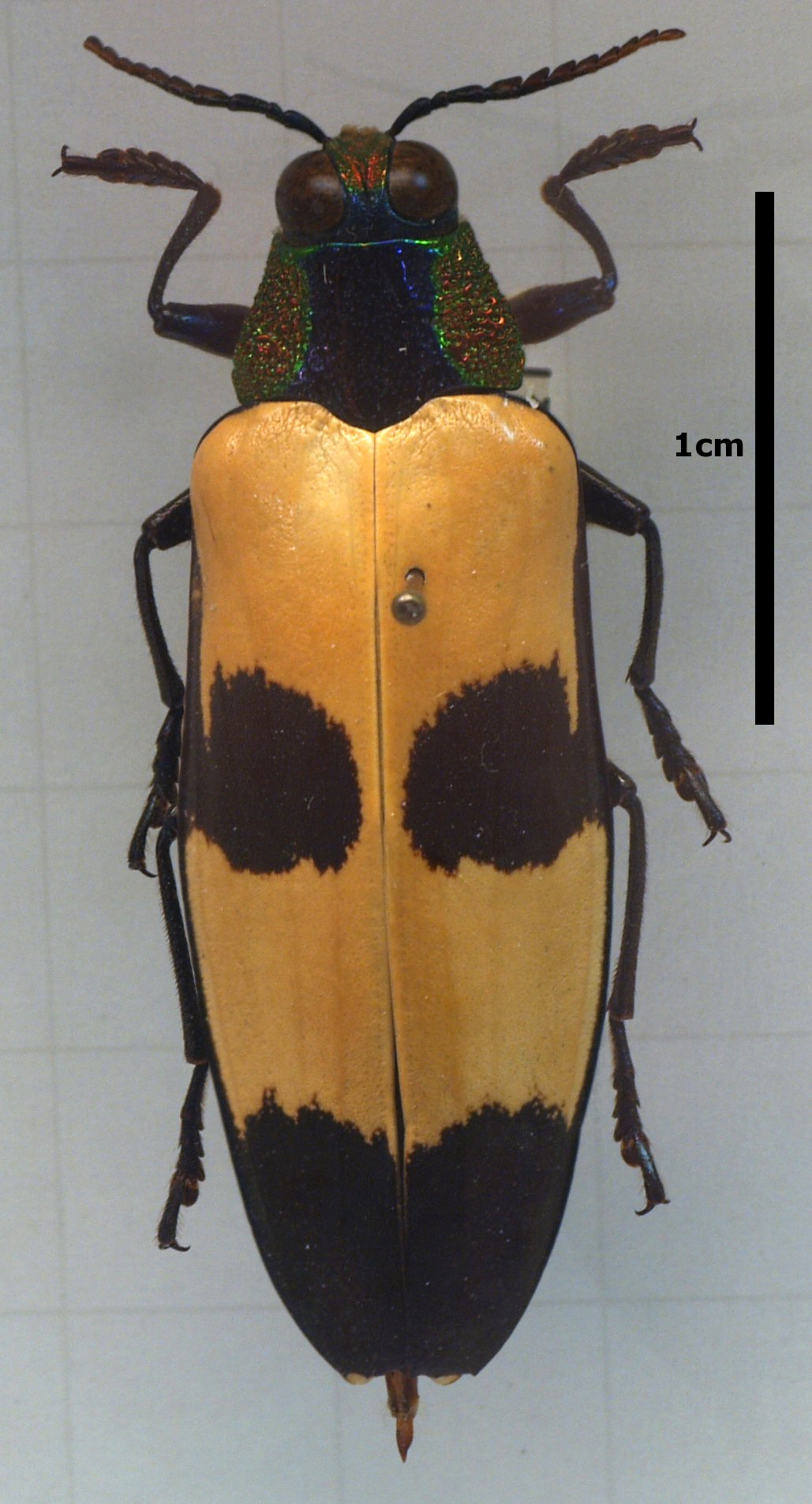
Chrysochroa buqueti, S Asia
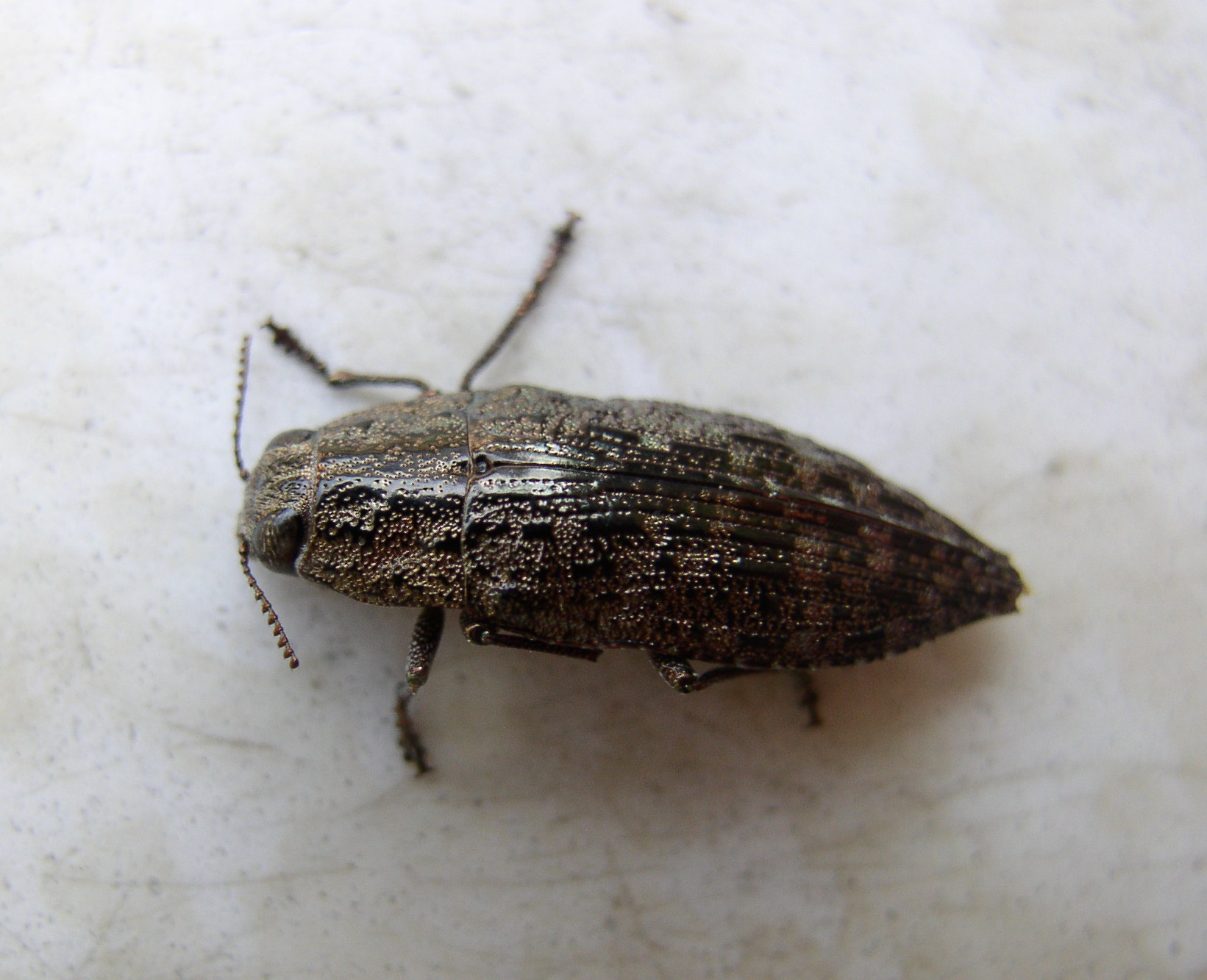
Dicerca obscura (subfamilia Chrysochroinae), Norteamérica
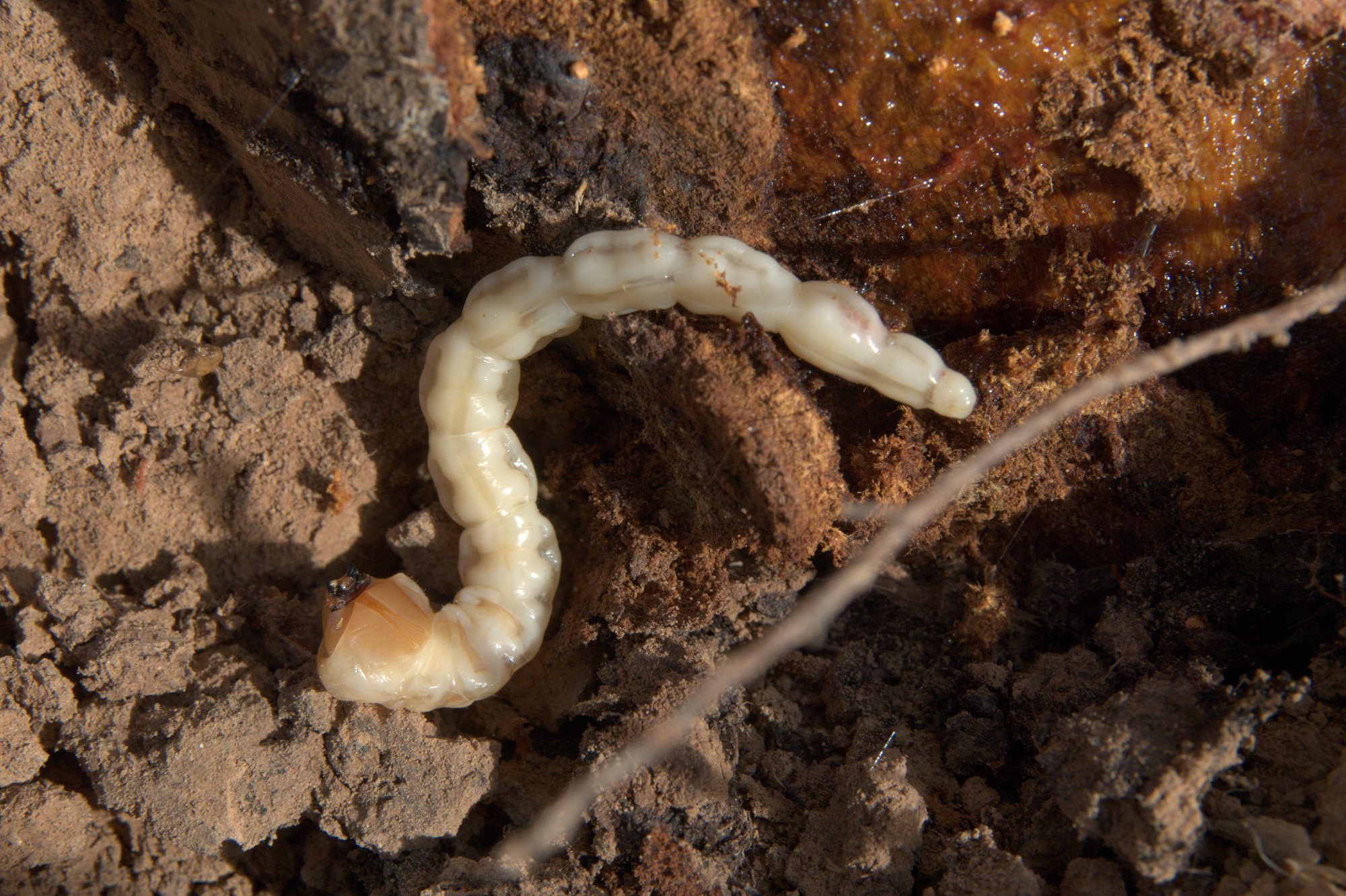
Capnodis tenebrionis, larva
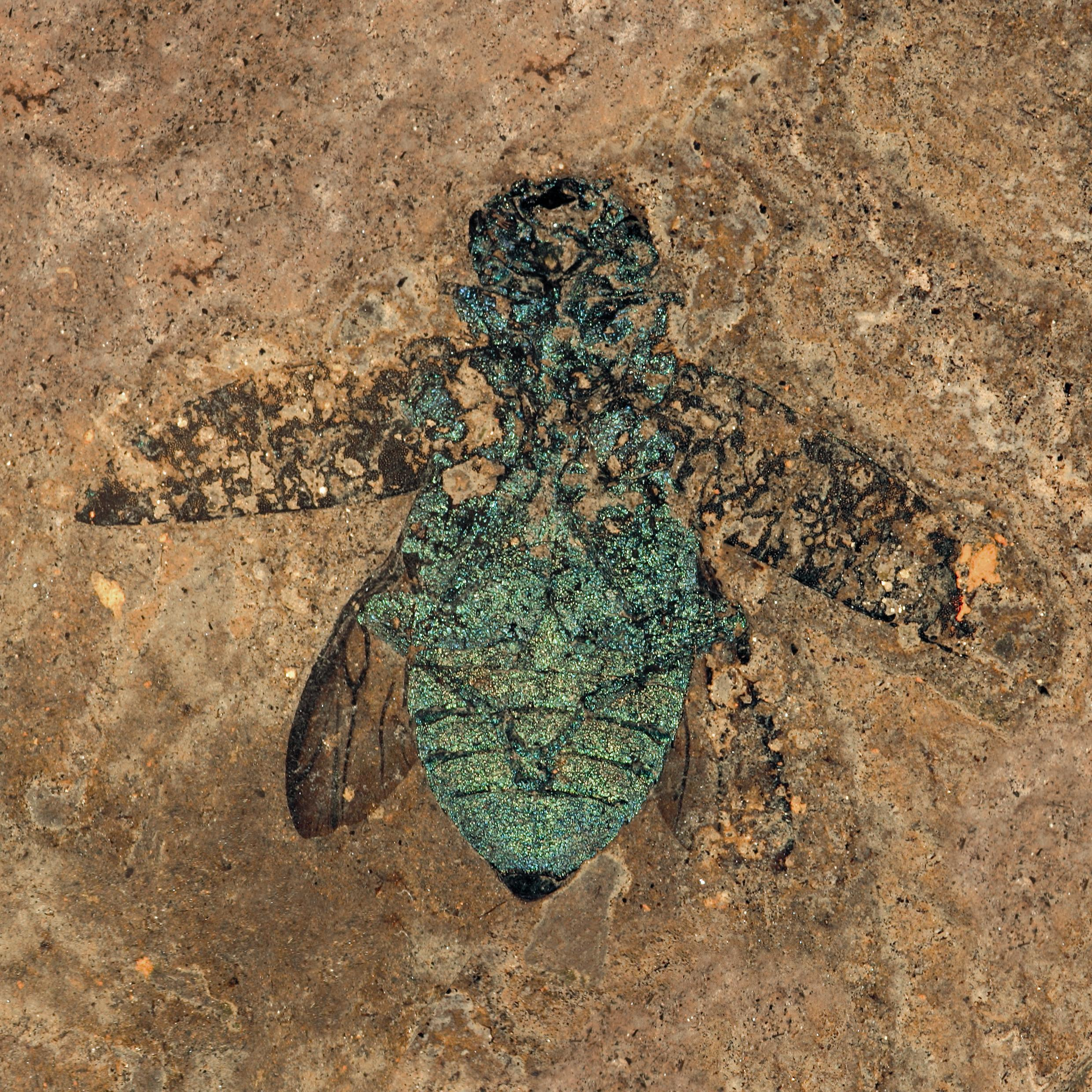
Escarabajo bupréstido fósil del Eoceno, encontrado en el sitio fosilífero de Messel (Alemania)